# ويشارت بريان بيل
ويشارت بريان بيل (بالإنجليزية: Wishart Bryan Bell)‏ هو موزع أمريكي، ولد في 1948.